# クライマックス (映画)
『CLIMAX クライマックス』 (Climax) は、2018年の仏白合作のミュージカル・ホラー映画。監督はギャスパー・ノエ。主演はソフィア・ブテラ。誤ってLSDを摂取してしまったダンサーたちが、次第に精神が崩壊していくさまを描いている。また、本作の主要キャストにはブテラの他に、全員演技未経験のダンサーたちが起用されている。

## プロット
1996年の冬。映画は舞踊団のメンバーの一人、ルーが血まみれの姿で雪の中を這っていく場面から始まる。その後、振付家のセルヴァとDJのダディが、自分たちの主宰する舞踊団に応募してきたダンサーたちに一人一人インタビューする一連のオーディションテープの映像に切り替わる。映像の中で彼らは、ダンス、人間関係、セックス、そしてドラッグの使用経験について語り合う。
廃墟の校舎に集まったダンサーたちは入念なリハーサルを終え、打ち上げパーティーを開く。彼らは皆それぞれ個人的な問題を抱えており、メンバーは互いにゴシップを共有しあう。パーティーが進むにつれ、ダンサーたちは興奮しトランス状態に陥る。やがて彼らは自分たちが飲んでいたサングリアにLSDが混入していたと結論付け、犯人探しを始める。最初彼らはサングリアを作ったマネージャーのエマニュエルを非難するが、彼女もまたサングリアを飲んでいたため、自分も苦しんでいると主張する。妹のガゼルをオマールに取られたことに怒りを覚えていたテイラーは、酒が飲めないオマールが犯人だと決めつけ彼を非難する。怒り狂ったダンサーたちは極寒の外へとオマールを追いやった。
エマニュエルはリハーサルに連れてきていた幼い息子ティトーを興奮状態のダンサーたちから守るため、電気室に閉じ込める。ルーは友人であるセルヴァに、妊娠していたためにサングリアを飲まなかったことを打ち明けるが、そこへやってきたドムに犯人だと非難され、腹を蹴られてしまう。ルーはアラヤとジェニファーの間で口論となり、その間ジェニファーにコカインを共有することを拒否され腹を立てたアラヤは、ジェニファーの髪に火をつけてしまう。逆上したルーはドムにナイフを突きつけるが、他のダンサーたちから犯人だと非難されてしまう。追い詰められたルーは周りに囃し立てられる中、自らナイフで腹を突き刺す。
その頃、息子のティトを閉じ込めた電気室の鍵を失くしたエマニュエルは必死でそれを探していたが、突然校舎が停電に見舞われたことで、彼女はティトーが誤って電線に触れ感電死してしまったことを悟る。イヴァナは重度の幻覚に苦しむセルヴァを部屋に連れ込み、セックスをする。実の兄テイラーに犯されようとしていたガゼルは彼から逃げ出すが、途中中央のホールでつまずいてしまう。そこで彼女は他のダンサーたちが、それぞれダンスやセックスに耽ったり、互いに暴力をふるったりしているさまを目のあたりにし、追ってきたテイラーによって部屋に連れ戻されてしまう。
翌朝警官が校舎に到着し、意識不明の状態にあるダンサーたちを発見する。彼らの中には負傷者や眠りについている者、既に死亡している者もいた。エマニュエルは息子を失った悲しみからナイフで自ら命を絶ち、オマールは凍死していた。ルーは建物を飛び出し、雪の中で笑いながら身をかがめる。警官が校舎を捜索している時、唯一起きていたイヴァナの恋人プシュケは自分の部屋で目薬を差していた。彼女の本棚にはLSDに関する本が並んでいた。インタビューではドラッグに対する嫌悪を示していたが、彼女がサングリアにLSDを混入した犯人であることをほのめかす形で、映画は幕を閉じる。

## キャスト
- セルヴァ - ソフィア・ブテラ
- デヴィッド - ローマン・ギレルミック
- ルー - ソウヘイラ・ヤケブ
- ダディ - キディ・スマイル
- エマニュエル - クロード・ガジャン・マウル
- ガゼル - ジゼル・パーマー
- テイラー - テイラー・カッスル
- プシュケ - テア・カーラ・ショット
- イヴァナ - シャーリーン・テンプル
- エヴァ - レア・ヴラモス
- アラヤ - アライア・アルサファー
- ロケット - ケンドール・マグラー
- ライレー - ラクダール・ダーディ
- オマール - エイドリアン・シソコ
- バッツ - ママドゥ・バスリー
- アルー - アルー・シディベ
- アシュリー - アシュリー・ビスケット
- ドム - ムニア・ナサンガール
- シラ - ティファニー・オー
- ジェニファー - サラ・ベラーラ
- サイボーグ - アレクサンドル・モロー
- ロッコ - ナーブ
- サーペント - ストラウス・サーペント
- ティトー  - ヴィンス・ガリオット・クマント

## 製作
本作は、第71回カンヌ国際映画祭の監督週間で世界初上映され、芸術映画賞を受賞した。その後、フランスではワイルド・バンチの配給により2018年9月19日に公開され、ベルギーではオーブラザー・ディストリビューションにより2018年11月21日に公開された。日本では2019年11月1日に公開される。

## 評価
本作は批評家から絶賛されている。Rotten Tomatoesでは59個の批評家レビューのうち86%が支持評価を下し、平均評価は10点中7.6点となった。サイトの批評家の見解は「挑戦的で貴重な体験に満ち溢れてる『CLIMAX クライマックス』はギャスパー・ノエの技術的で、華やかな映像の頂点を捉えることに成功している。」となっている。MetacriticのMetascoreは18個の批評家レビューに基づき、加重平均値は100点中83点となった。サイトは本作の評価を「世界的な絶賛」と示している。